# فرودگاه بوینیک
فرودگاه بوینیک (به انگلیسی: Bojnik Airport) (به زبان بومی: Aerodrom Bojnik-Kosančić) یک فرودگاه نظامی با کد یاتا BJK است که یک باند فرود چمن دارد و طول باند آن ۱۶۰۰ متر است. این فرودگاه در کشور صربستان قرار دارد و در ارتفاع ۲۴۸ متری از سطح دریا واقع شده‌است.